# NGC 1667
NGC 1667 = NGC 1689 è una galassia a spirale intermedia situata nella costellazione dell'Eridano, a una distanza di circa 218 milioni di anni luce dalla nostra Via Lattea.

## Scoperta
La galassia è stata scoperta il 13 dicembre 1884 dall'astronomo francese Édouard Stephan e inserita nel New General Catalogue con il codice NGC 1667. Il 22 ottobre 1886, la galassia venne osservata dall'astronomo statunitense Lewis Swift. La sua nuova descrizione è stata in seguito inserita nel New General Catalogue con la designazione NGC 1689.

## Descrizione
Le immagini riprese nella banda K dell'infrarosso mostrano la presenza di una piccola barra centrale con un'ellitticità di 0,40 e un angolo di posizione di 9°.
NGC 1667 è una galassia attiva del tipo Seyfert 2 e presenta una larga riga a 21 cm dell'idrogeno neutro. È inoltre luminosa nell'infrarosso.

## Supernova
L'11 dicembre 1986, all'interno di NGC 1667 è stata scoperta la supernova SN 1986N dall'astrofisico Carlton R. Pennypacker dell'Università della California - Berkeley. La supernova è stata classificata di tipo Ia.

## Gruppo di NGC 1667
NGC 1667 è la più luminosa di un gruppo di galassie che porta il suo nome, il Gruppo di NGC 1667, che comprende almeno nove membri.
Le altre galassie appartenenti a questo gruppo sono: NGC 1645, NGC 1659, IC 387, IC 2097, IC 2101, MCG -1-13-12, PGC 15779 e PGC 16061.